# Mogojogojo
Mogojogojo est une ville du Botswana.